# Quicelmo de Wessex
Quicelmo (em latim: Cuichelmus ou Quichelmus; em inglês antigo: Cwichelm), filho de Cinegilso, foi rei de Wessex juntamente com seu pai até a sua morte em 636. Também acompanhou seu pai na batalha contra os galeses em 614 em Brampton. Em 626, tentou assassinar Eduíno de Deira, mas ele foi derrotado.